# Norman Foster

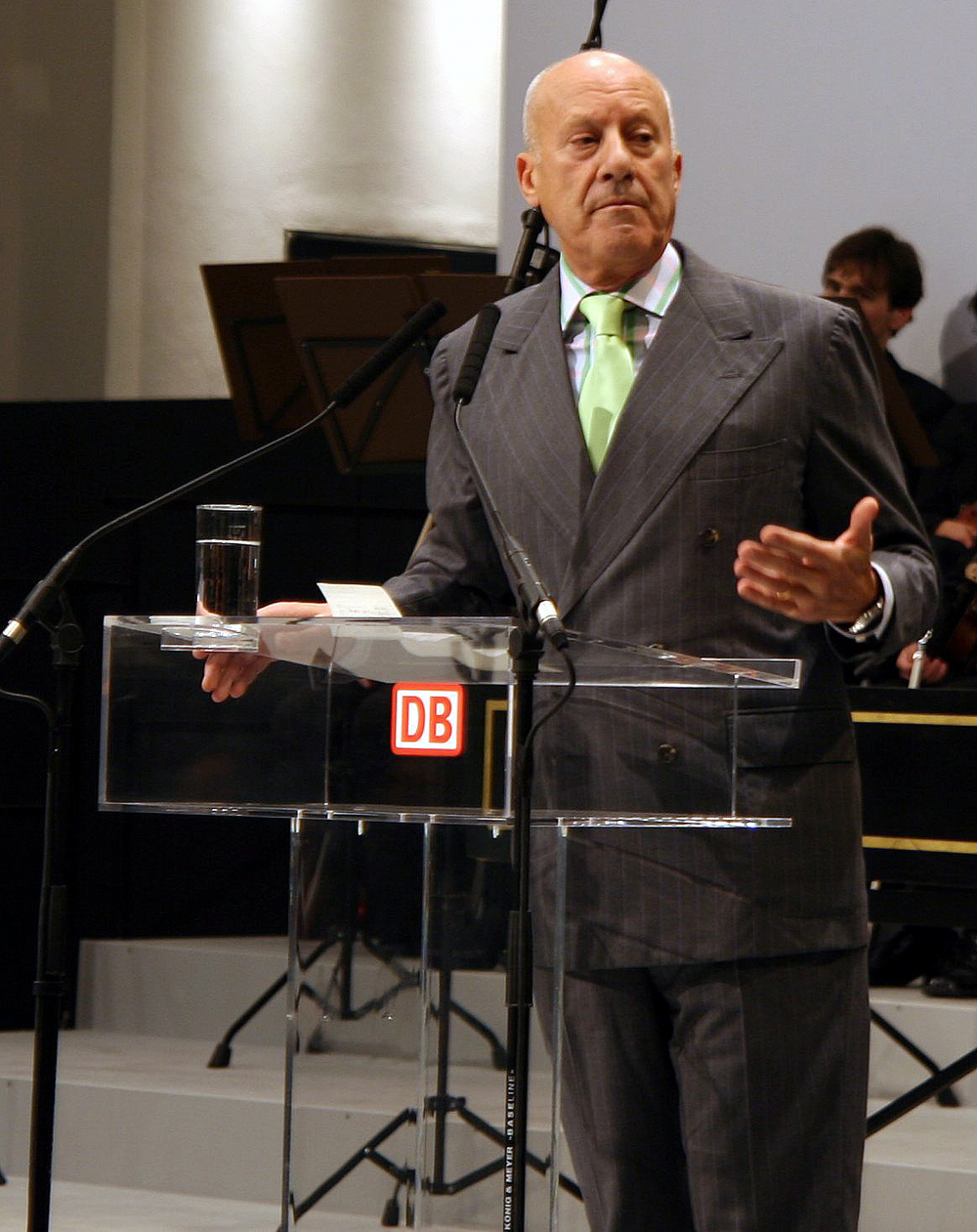
Baron Foster of Thames Bank bei der Einweihung des sanierten Dresdner Hauptbahnhofs (2006)

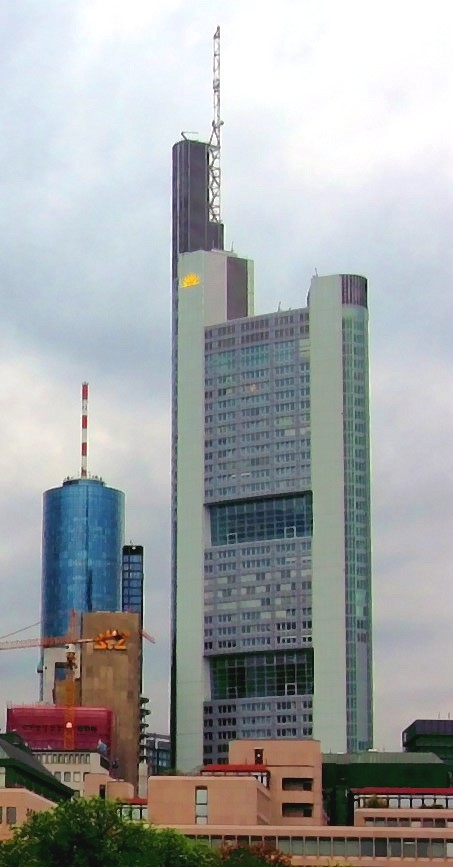
Commerzbank Tower in Frankfurt am Main

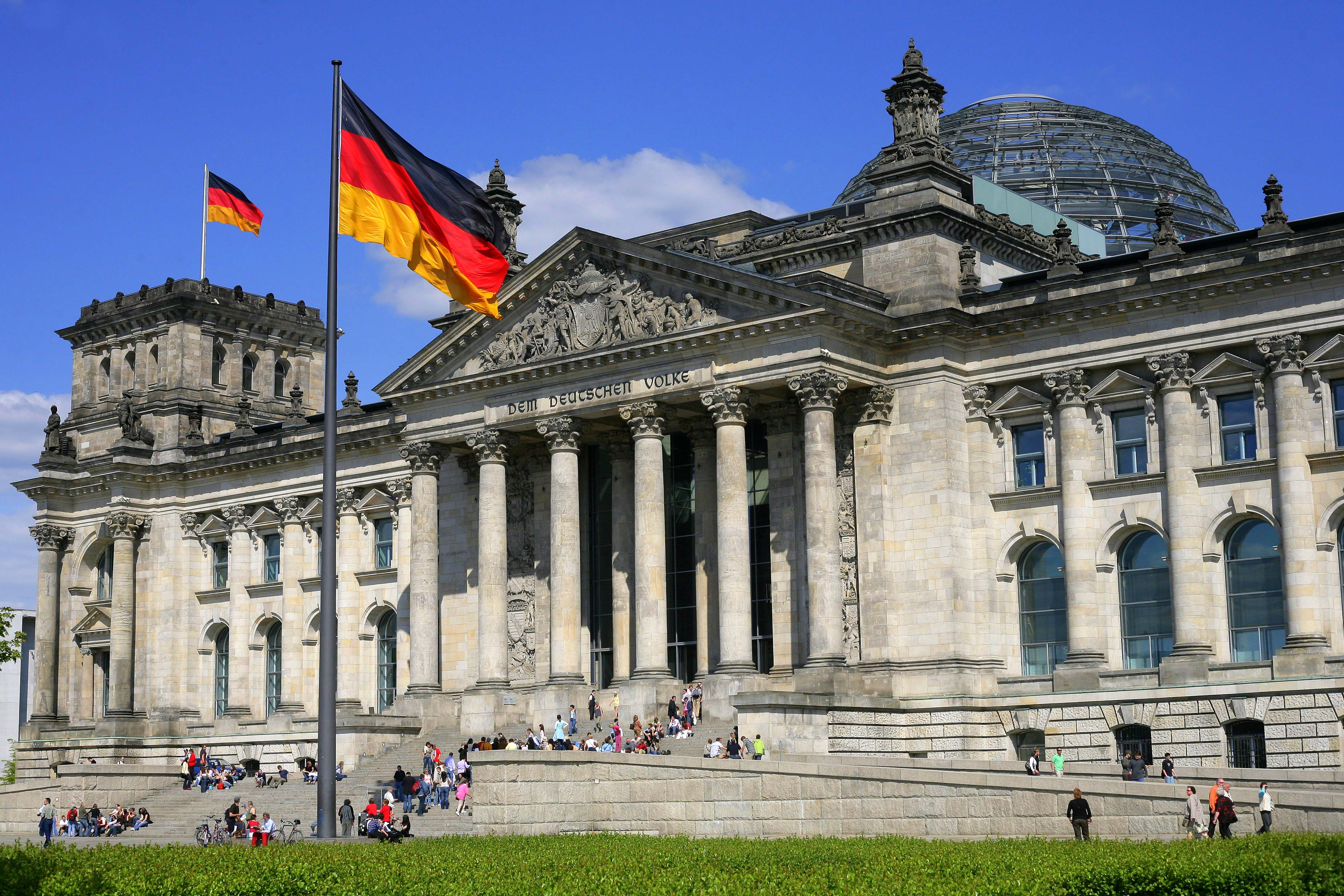
Berlin, Reichstagsgebäude (2007)

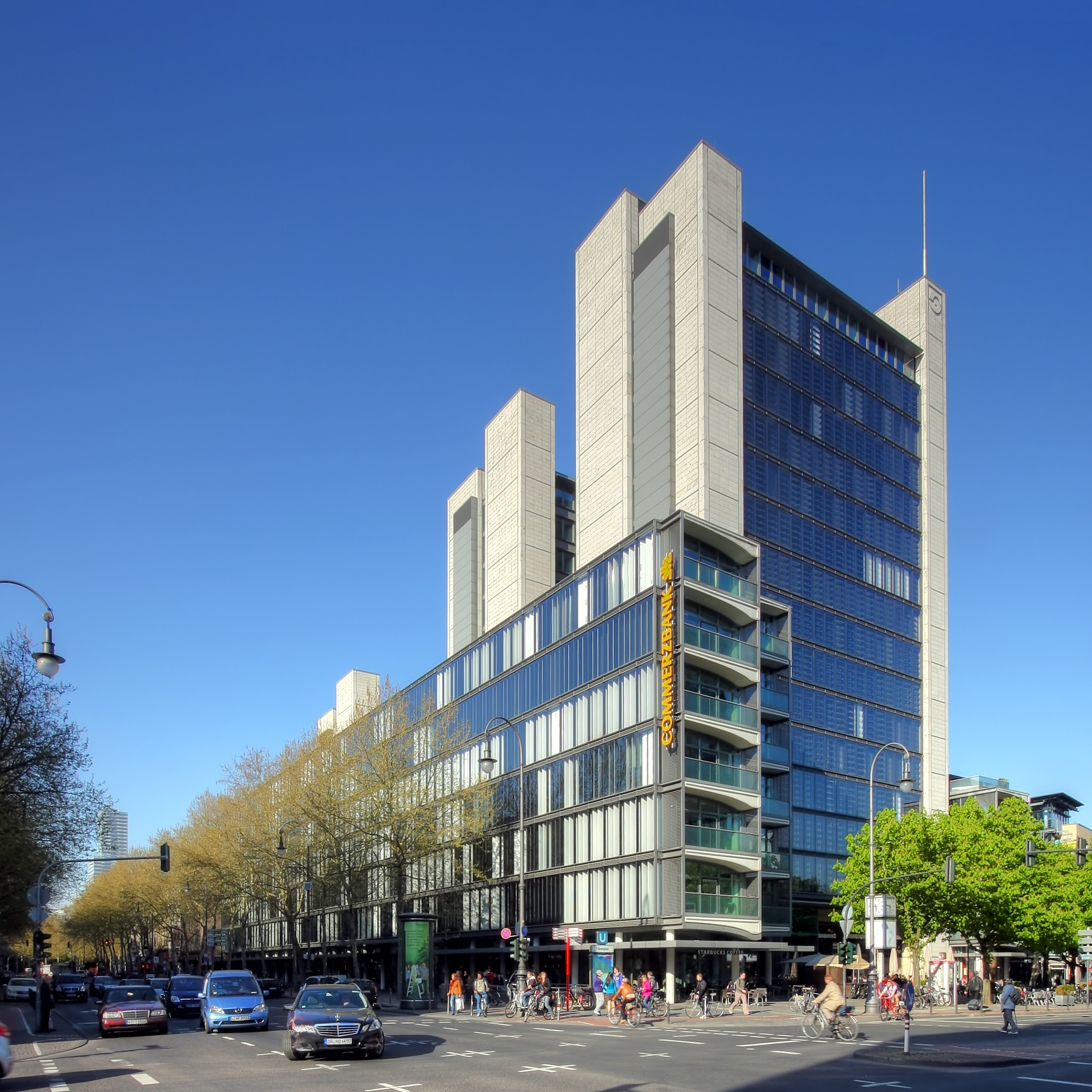
Köln, Friesenplatz, Gerling Ring-Karree, 1999–2001

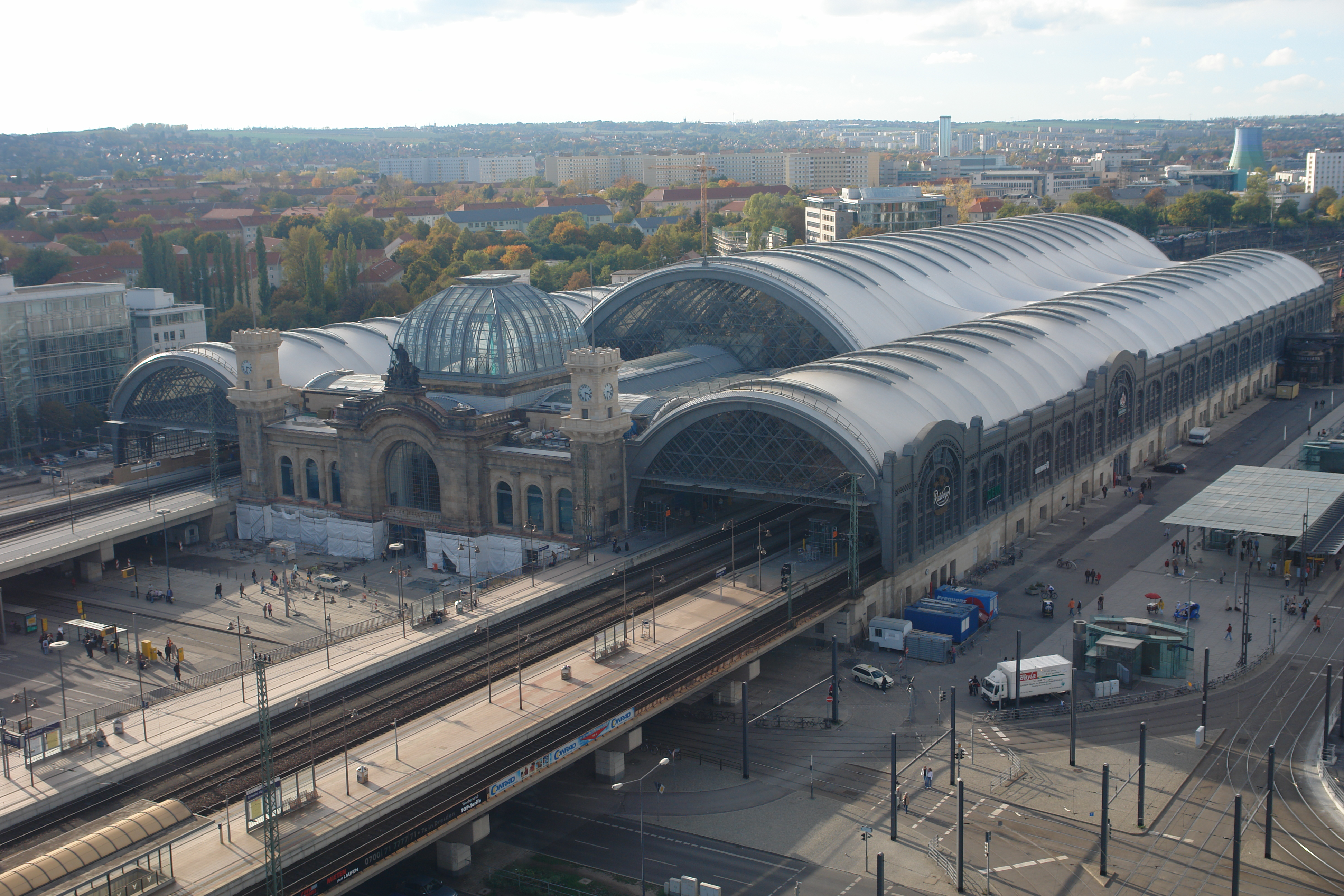
Dresden Hauptbahnhof (2006)

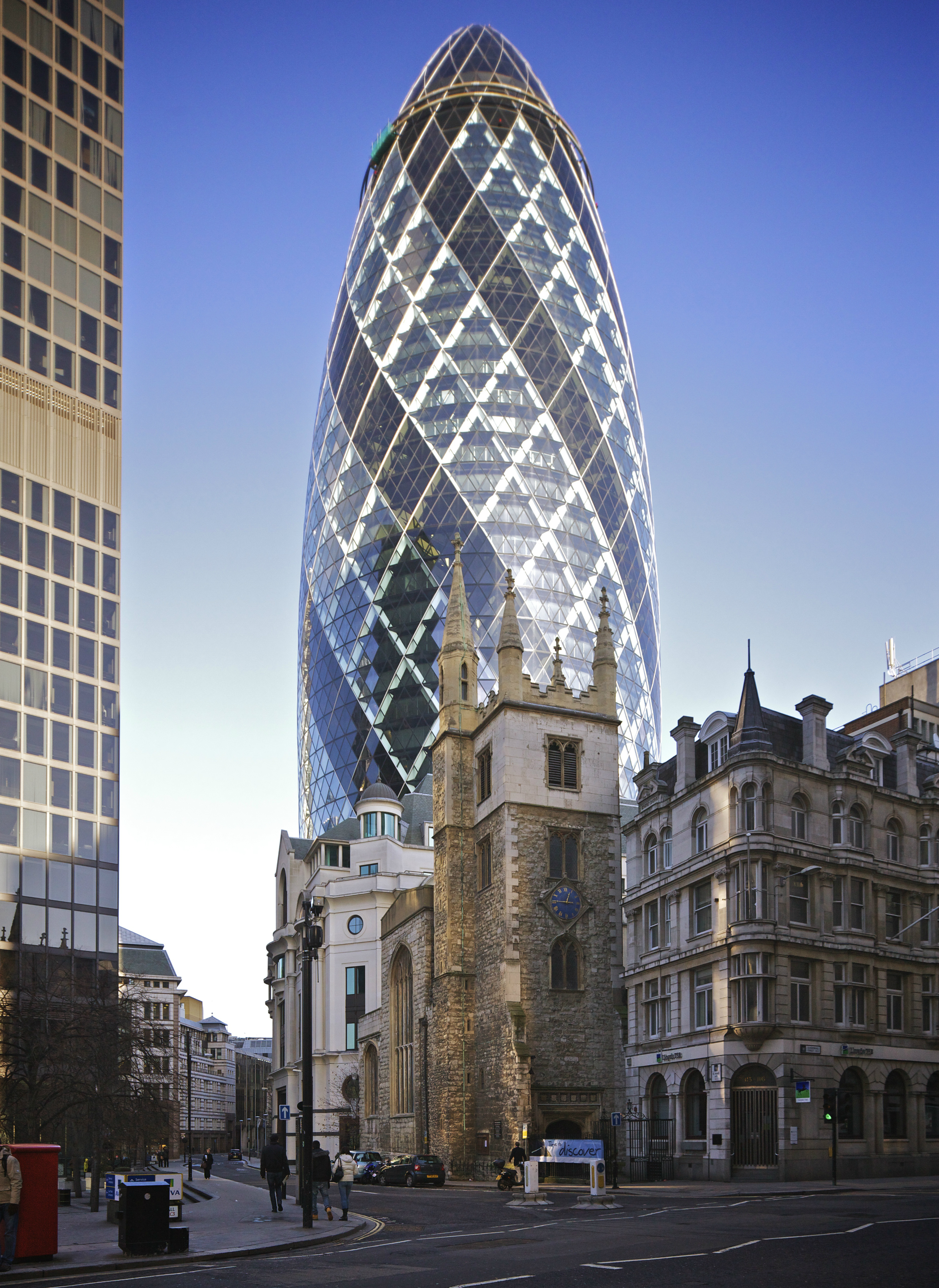
30 St Mary Axe, Unternehmenssitz von Swiss Re in der Londoner Innenstadt

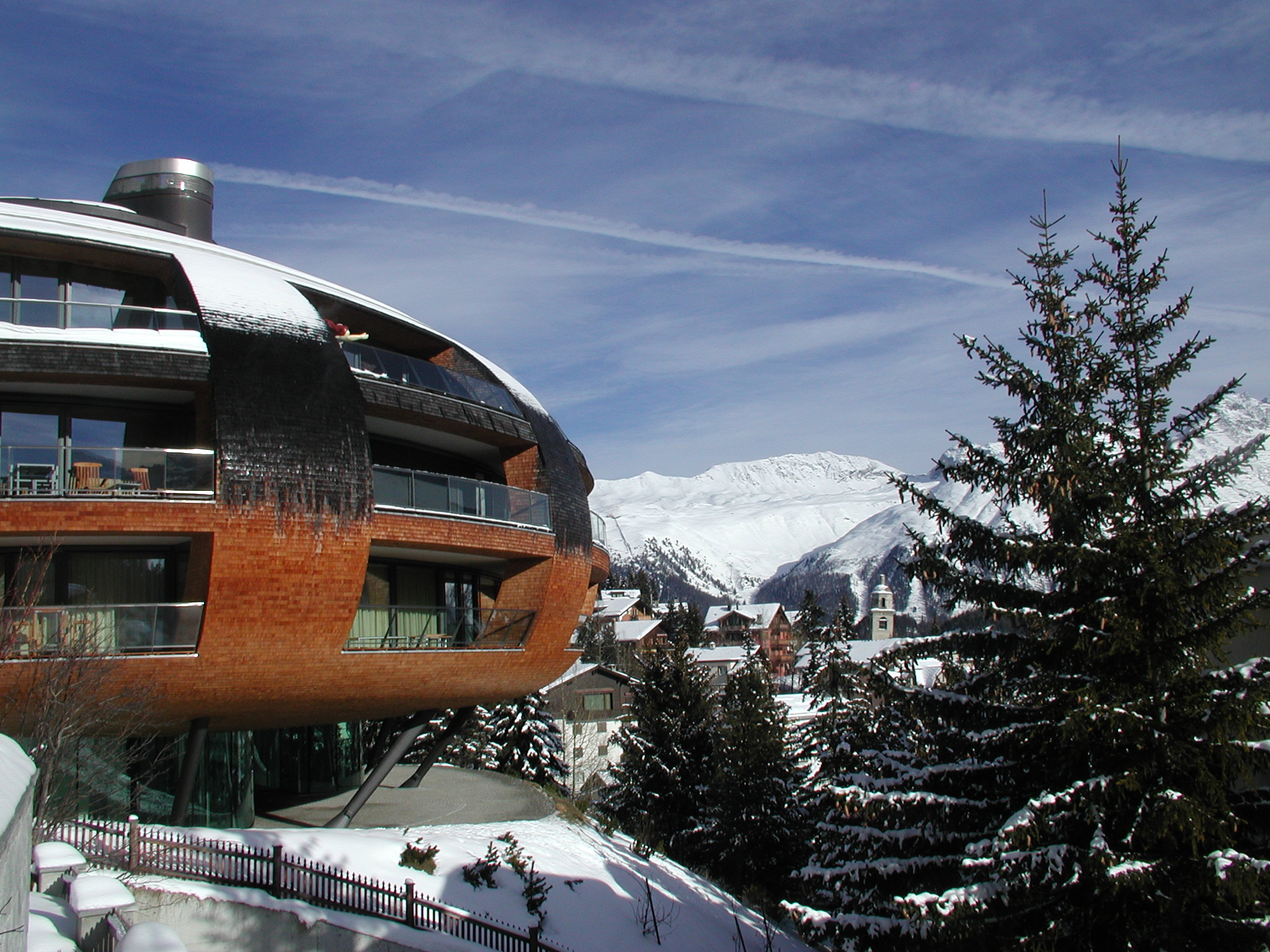
Foster-Apartmentbau im schweizerischen St. Moritz, Via Tinus 25

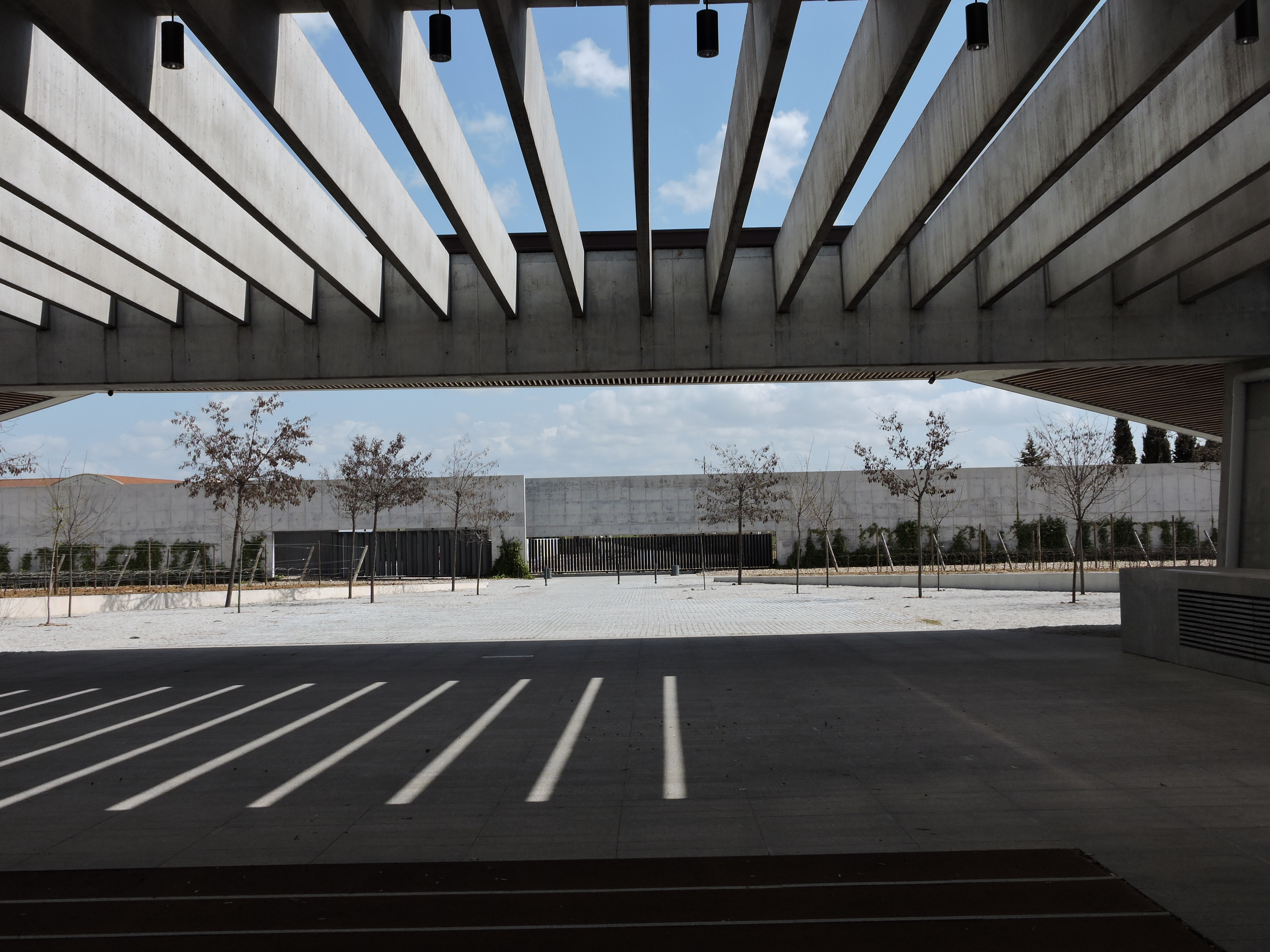
Norman Foster – Bodegas Portia, Burgos, Spanien – Entree

Norman Robert Foster, Baron Foster of Thames Bank, OM, Kt. (* 1. Juni 1935 in Manchester) ist ein britischer Architekt.

## Leben
Norman Foster wurde als Sohn einer Arbeiterfamilie geboren. Er begeisterte sich schon früh für die Architektur und zeigte Begabungen auf diesem Gebiet.
Nachdem er seinen Militärdienst bei der Royal Air Force abgeleistet hatte, studierte er zunächst an der Universität Manchester und erhielt nach dem Examen 1961 ein Stipendium an der Yale School of Art and Architecture. Foster arbeitete von 1968 bis 1983 für und zusammen mit dem visionären Richard Buckminster Fuller. 1965 gründete er zusammen mit seiner Frau Wendy und dem Ehepaar Su und Richard Rogers das Architekturbüro Team 4, aus dem 1967 das Büro Foster Associates (heute Foster + Partners) hervorging. 1989 starb Wendy Foster an den Folgen von Krebs und hinterließ ihm vier Kinder.
1991 heiratete er die indischstämmige Architektin und Designerin Sabiha Ruani Malik. In dritter Ehe ist Foster mit der spanischen Medizinerin und Verlegerin Elena Ochoa verheiratet.
Ursprünglich waren seine Entwürfe von einem durch Maschinen beeinflussten High-Tech-Stil gekennzeichnet. Später entwickelte er einen weitaus zugänglicheren Stil scharfkantiger Modernität. Foster übte parallel zu Richard Rogers entscheidende Einflüsse auf die britische Architekturszene, indem wichtige Nachfolgevertreter der dortigen High-Tech-Architektur aus seinem Mitarbeiterkreis erwuchsen. Neben einer großen Zahl internationaler Projekte fällt seine breite Präsenz mit gebauten Objekten in Deutschland auf. Grund hierfür sind von ihm ausdrücklich genannte Geistesverwandtschaften zu Persönlichkeiten der deutschen Architektur- und Designgeschichte wie zu dem Berliner Architekten Ludwig Leo sowie zu dem für die geistig-soziale Nachkriegsentwicklung wichtigsten deutschen Kommunikationsdesigner Otl Aicher, mit dem ihn eine persönliche Freundschaft verband. Eine stilistische Beeinflussung aus dieser Richtung kann angenommen werden, insbesondere da Foster offensichtlich Elemente der Aicherschen Grafik- und Designregeln in seinen Plandarstellungen benutzte.

## Ehrungen und Auszeichnungen
1983 erhielt er die Royal Gold Medal. 1990 wurde Foster von Königin Elisabeth II. als Ritter in den Adelsstand erhoben. 1992 wurde er Ehrenmitglied des Bundes Deutscher Architekten BDA. 1995 erhielt er den Verdienstorden des Landes Nordrhein-Westfalen. 1997 folgte seine Aufnahme in den Order of Merit (OM). Im April 1999 erhielt er das Große Bundesverdienstkreuz mit Stern für seine Verdienste um den Umbau des Berliner Reichstages in ein modernes Parlamentsgebäude. Ebenso wurde er 1999 mit dem Pritzker-Preis geehrt. 2002 erhielt er den Auguste-Perret-Preis.
Ebenfalls 1999 erhielt Sir Norman zusätzlich als Baron Foster of Thames Bank, of Reddish in the County of Greater Manchester, die Würde eines Life Peer und damit auch einen Sitz im House of Lords; diesen gab er 2010 auf, da er sonst einen Wohnsitz im Vereinigten Königreich hätte anmelden müssen und dort steuerpflichtig geworden wäre; seinen Titel darf er trotzdem behalten.
Foster gehört dem deutschen Orden Pour le mérite für Wissenschaften und Künste an. 1990 wurde er als assoziiertes Mitglied in die Académie royale des Sciences, des Lettres et des Beaux-Arts de Belgique aufgenommen. Er ist Mitglied der Akademie der Künste (seit 1994), der American Academy of Arts and Sciences (seit 1996) und der American Academy of Arts and Letters (seit 2005). 2005 erhielt er den M100 Media Award der internationalen Medienkonferenz M100 Sanssouci Colloquium in Potsdam, 2009 den Prinz-von-Asturien-Preis in der Sparte Kunst und 2012 den Ehrenpreis des Deutschen Nachhaltigkeitspreises als Vorreiter nachhaltiger Architektur und Baukunst.

## Werk

### Bauprojekte
Während seiner Karriere bearbeitete Norman Foster mit seinen Partnern und Mitarbeitern eine Vielzahl von Projekten, zum Beispiel baute er 1985 bis 1993 das Kulturzentrum Carré d’Art in Nimes und 2003 The Gherkin in London. Von ihm stammt die gläserne Reichstagskuppel, auch die anlässlich der Jahrtausendwende in London erbaute Millennium Bridge wurde von ihm entworfen, ebenso der Apple Park in Cupertino, Kalifornien, sowie das HSBC-Hochhaus Hongkong. Andere seiner Projekte findet man unter: Foster + Partners.

### Schriften
- Norman Foster: Works 1. Prestel Verlag, München 2003, ISBN 3-7913-2534-5.
- Norman Foster: Works 2. Prestel Verlag, München 2005, ISBN 3-7913-3017-9.
- Norman Foster: Works 3. Prestel Verlag, München 2006, ISBN 3-7913-3257-0.
- Norman Foster: Works 4. Prestel Verlag, München 2003, ISBN 3-7913-2852-2.
- Norman Foster: Reflections. Prestel Verlag, München 2005, ISBN 3-7913-3425-5.
- Norman Foster: Catalogue. Prestel Verlag, München 2005, ISBN 3-7913-3298-8.

### Automobil
Im Jahr 2010 präsentierte Foster in Madrid einen Nachbau des Dymaxion-Autos von Richard Buckminster Fuller.

## Büros
2009 schloss Foster aufgrund der weltweiten Finanzkrise sein Berliner Büro mit rund 70 Mitarbeitern. Es soll ebenfalls das Büro in Istanbul geschlossen werden.

## Film
- Mirjam von Arx: „Building the Gherkin“, Dokumentarfilm Schweiz, 2006, 89 Min.
- Mark Kidel: Norman Foster, Dokumentation 53 Min., Arthaus Musik GmbH 2009 (BBC 1995), ISBN 978-3-939873-38-9.
- Norberto López Amado, Carlos Carcas: „How much does your Building weigh, Mr. Foster?“, Dokumentarfilm Spanien 2009, 72 Min.